# Gurugadahalli, Tiptur
Gurugadahalli là một làng thuộc tehsil Tiptur, huyện Tumkur, bang Karnataka, Ấn Độ.